# محمد أمكراز
محمد أمكراز هو سياسي مغربي في حزب العدالة والتنمية، وعُين في منصب وزير الشغل والإدماج المهني منذ 9 أكتوبر 2019.

## المسار الدراسي
- الإجازة في الحقوق باللغة العربية شعبة القانون الخاص.
- الماستر في قانون الأعمال - جامعة القاضي عياض بمراكش.
- شهادة الأهلية لممارسة مهنة المحاماة.

## المناصب
تقلد محمد أمكراز العديد من مناصب المسؤولية منها:
- محام بهيئة أكادير فوج 2004 ممارس بمدينة أكادير.
- نائب برلماني عن الولاية التشريعية 2011-2016.
- عضو لجنة العدل والتشريع وحقوق الإنسان.
- الكاتب الوطني الشبيبة العدالة والتنمية.
- عضو الأمانة العامة لحزب العدالة والتنمية.
- عضو المجلس الوطني لحزب العدالة والتنمية منذ سنة 2012 .